# Microlepia mollifolia
Microlepia mollifolia là một loài thực vật có mạch trong họ Dennstaedtiaceae. Loài này được Tagawa miêu tả khoa học đầu tiên năm 1936.